# Georg Theodor Chiewitz
Georg Theodor Policron Chiewitz (né le 5 octobre 1815 à Stockholm en Suède - mort le 28 décembre 1862 à Turku en Finlande) est un architecte suédois dont la carrière se déroula principalement en Finlande.

## Biographie
Il s'installe à Turku en 1851. Il est architecte de la région de Turku et Pori de 1852 à 1860. Puis il travaille comme architecte de la ville de Turku jusqu'à son décès en 1862,. 
Parmi ses ouvrages de style néogothique, le plus célèbre est la Maison de la noblesse de Finlande à Helsinki. Puis entre autres ouvrages on peut citer les églises de Somero et de Loviisa,. Chiewitz a aussi conçu le plan de la ville de Uusikaupunki et la nouvelle église de Uusikaupunki.

## Ouvrages principaux
- Villa Roma, 1850, Ruissalo,
- Plan d'urbanisme de Pori, 1852
- Villa Haga, 1853, Ruissalo
- Plan d'urbanisme de Mariehamn, 1855
- Plan d'urbanisme de Uusikaupunki, 1856
- Nouvelle église de Uusikaupunki, 1858-63
- Église de Somero, 1859
- Église centrale de Pori, 1859-63
- Théâtre suédois, 1860, Helsinki
- Maison de la noblesse de Finlande, 1862, Helsinki
- Mairie de Loviisa, 1862
- Église de Loviisa, 1863-65
- Restaurant Pinella, années 1870, Turku
- Ancienne église d'Harjavalta, 1870
- Église d'Isokyrö, 1877

## Galerie

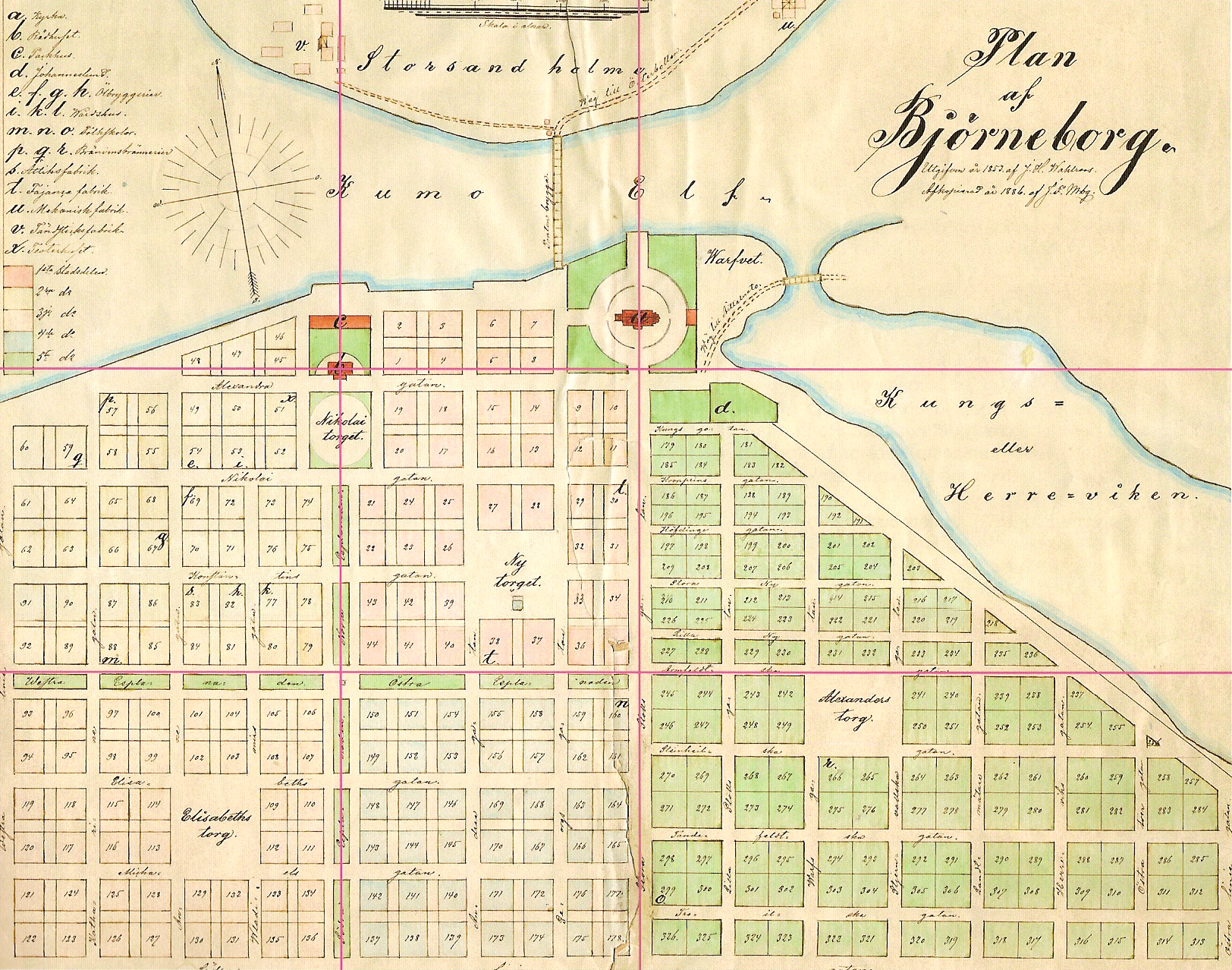
Plan d'urbanisme de la ville de Pori, 1852.
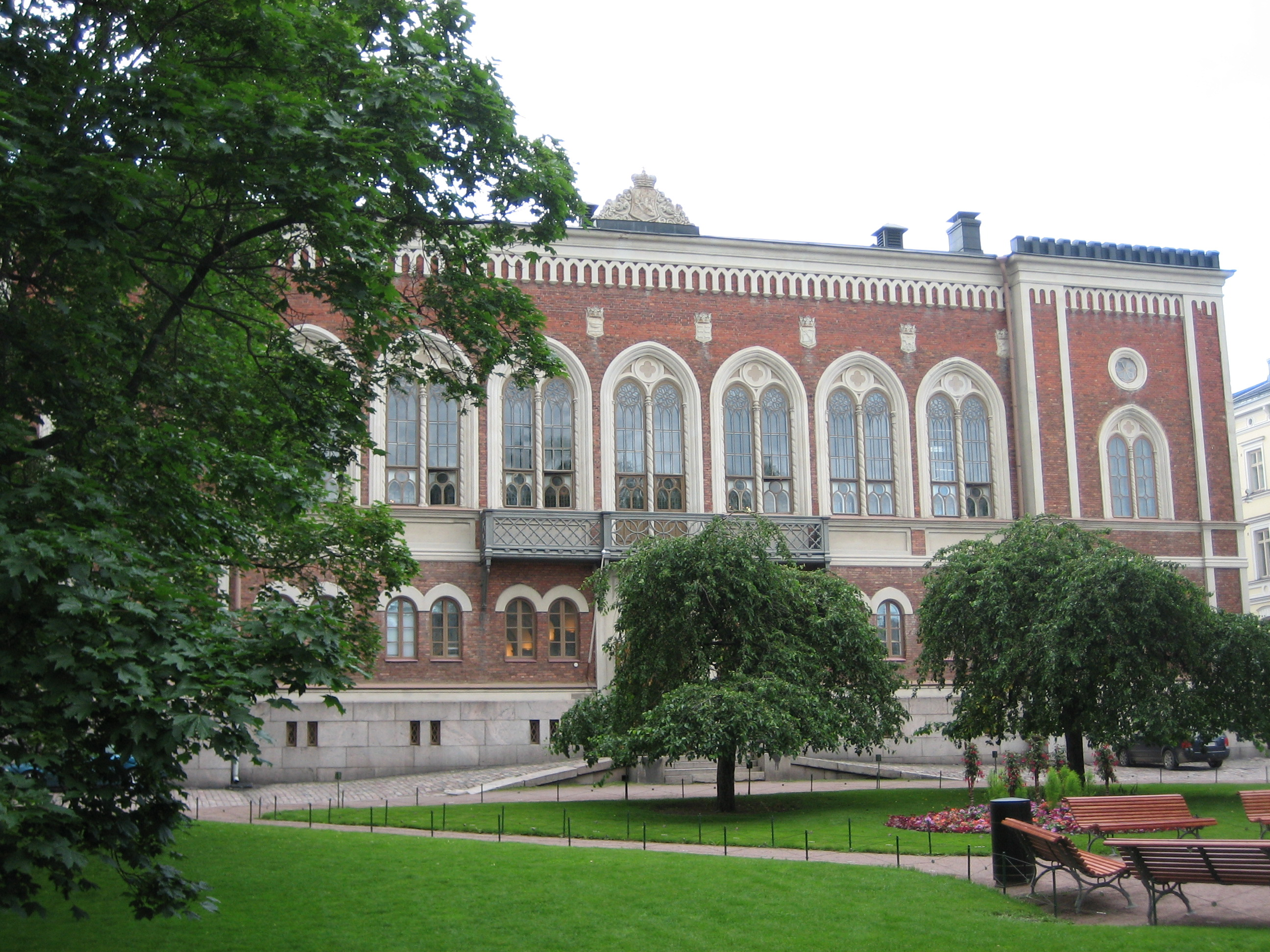
Maison de la noblesse de Finlande à Helsinki.
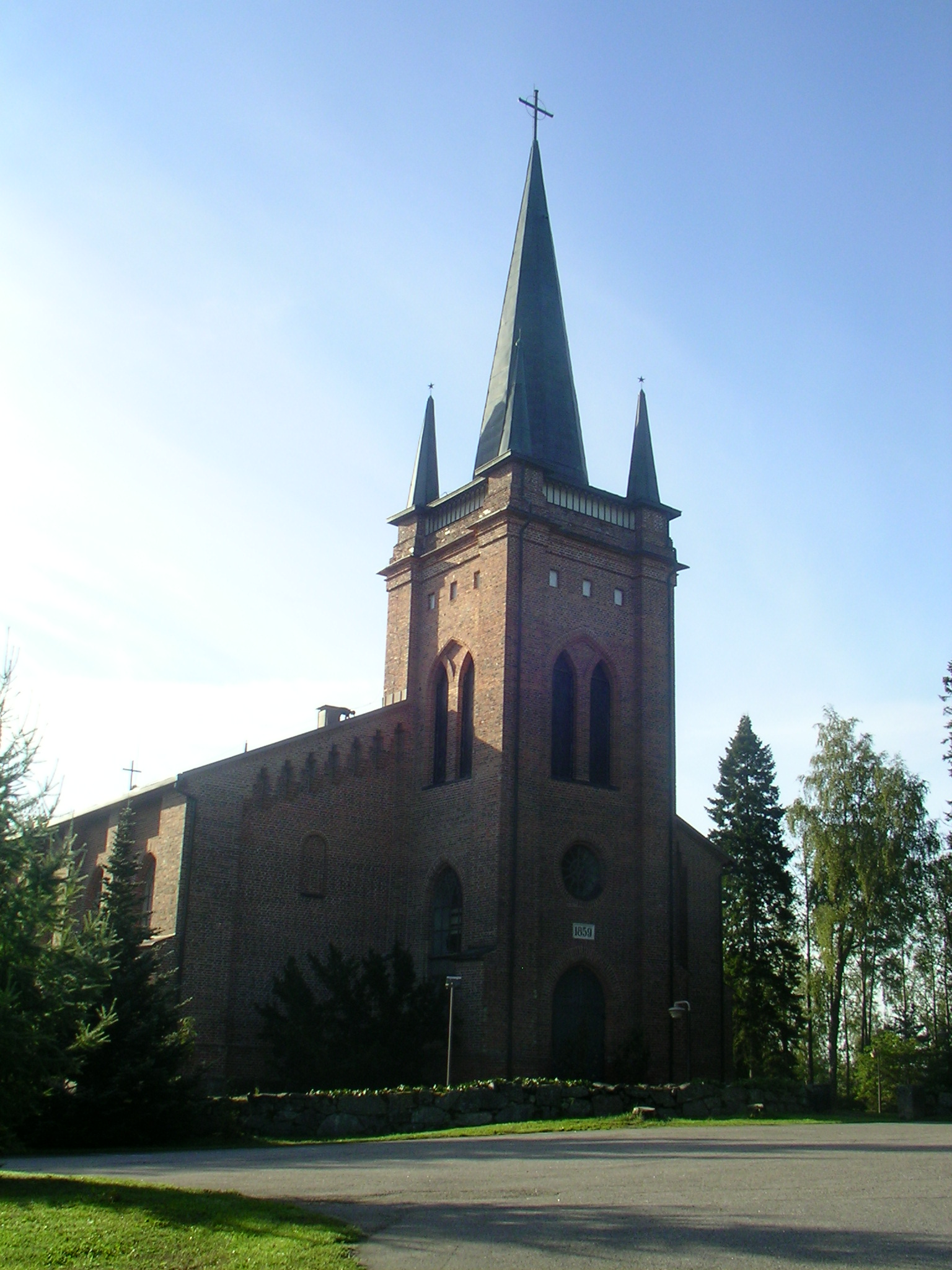
Église de Somero.
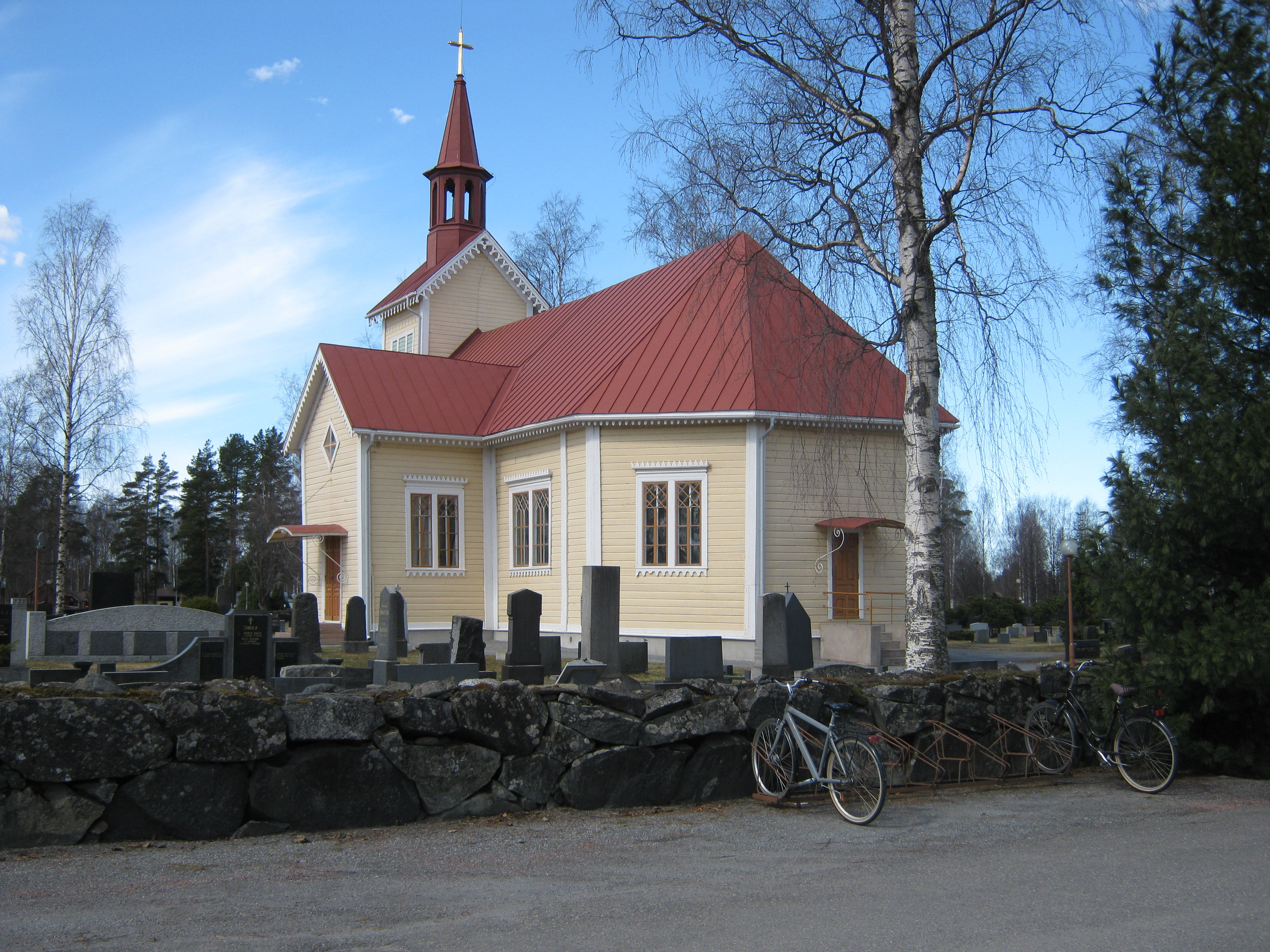
Ancienne église d'Harjavalta.
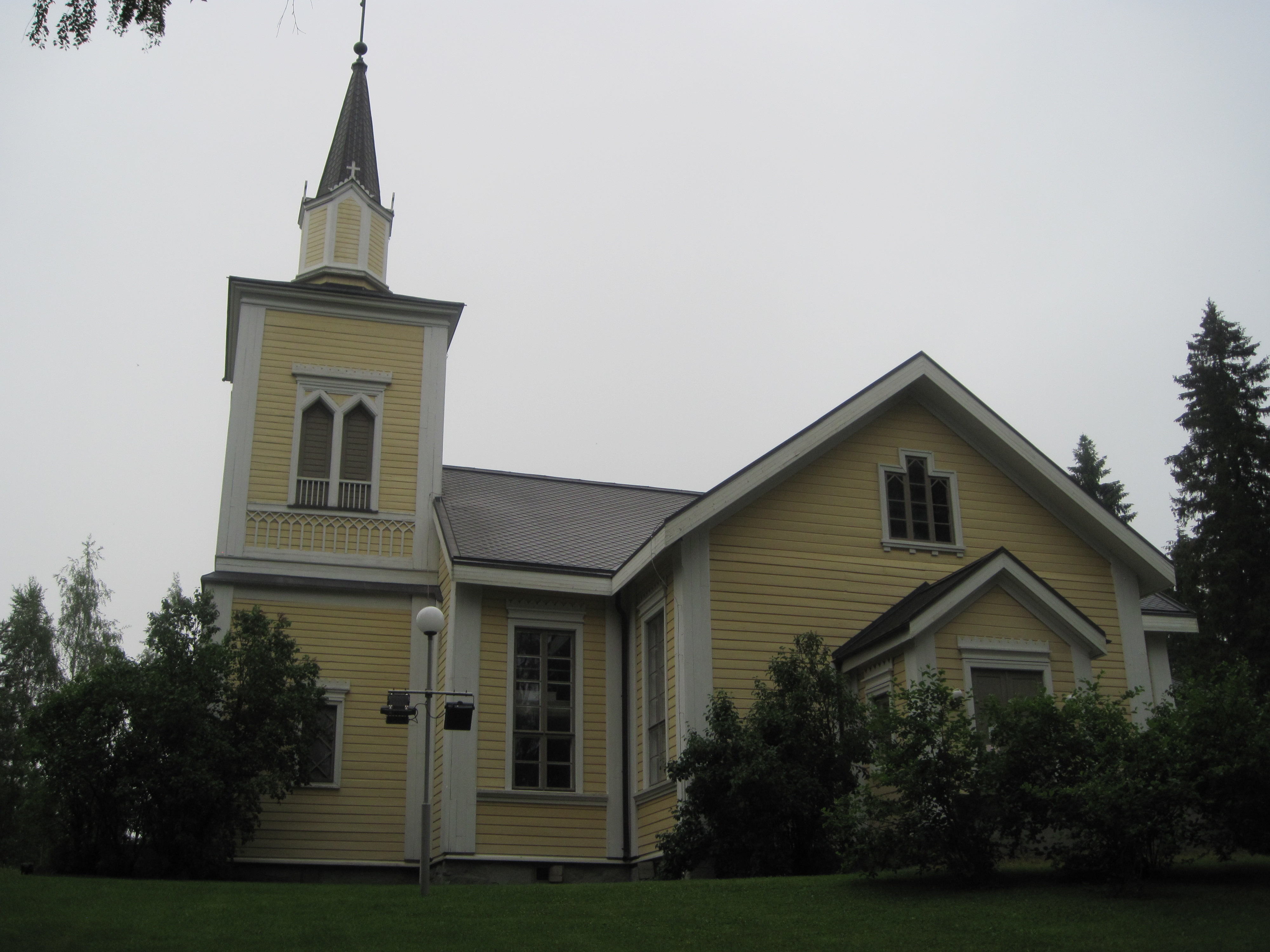
Église de Jämijärvi.

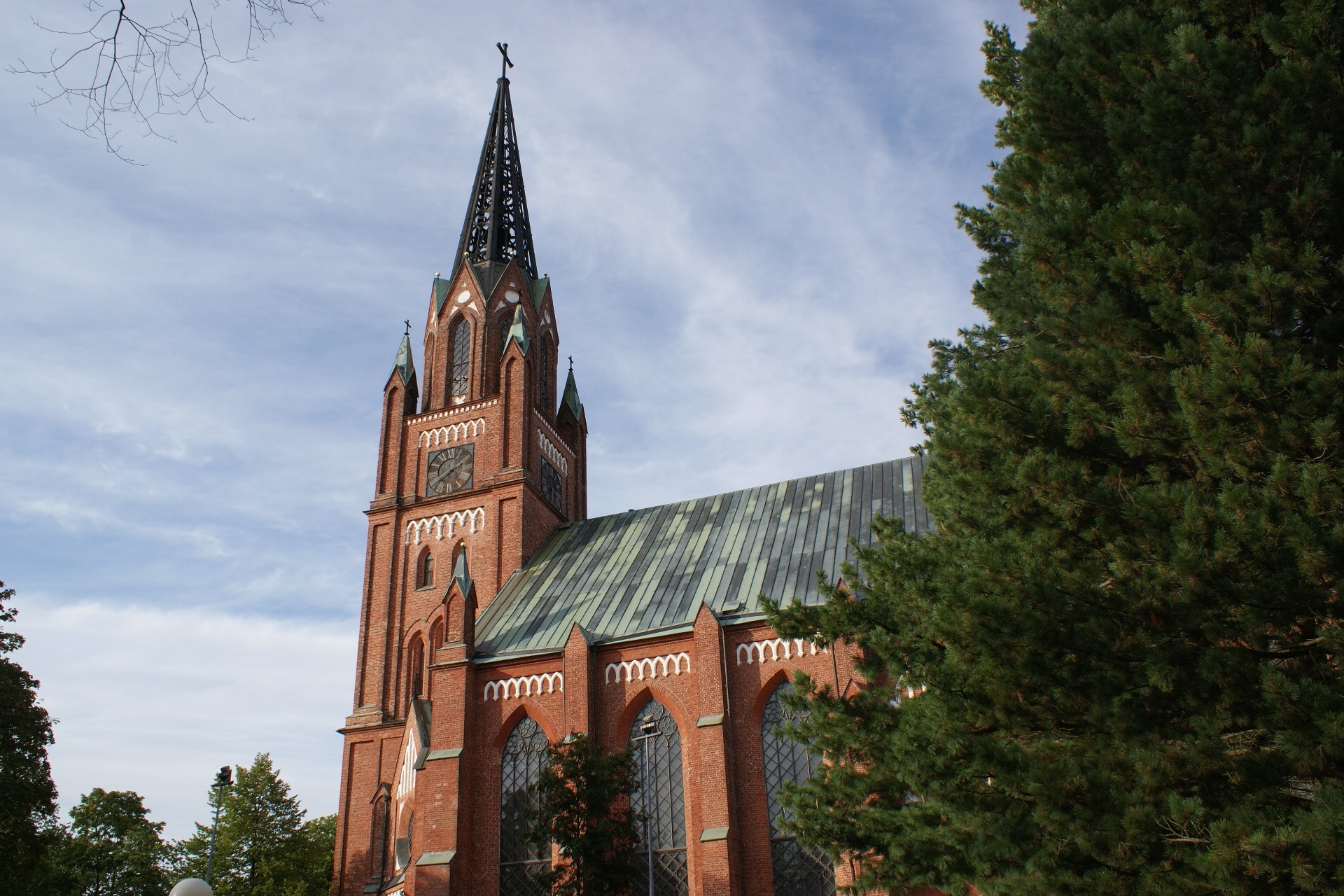
Église centrale de Pori.
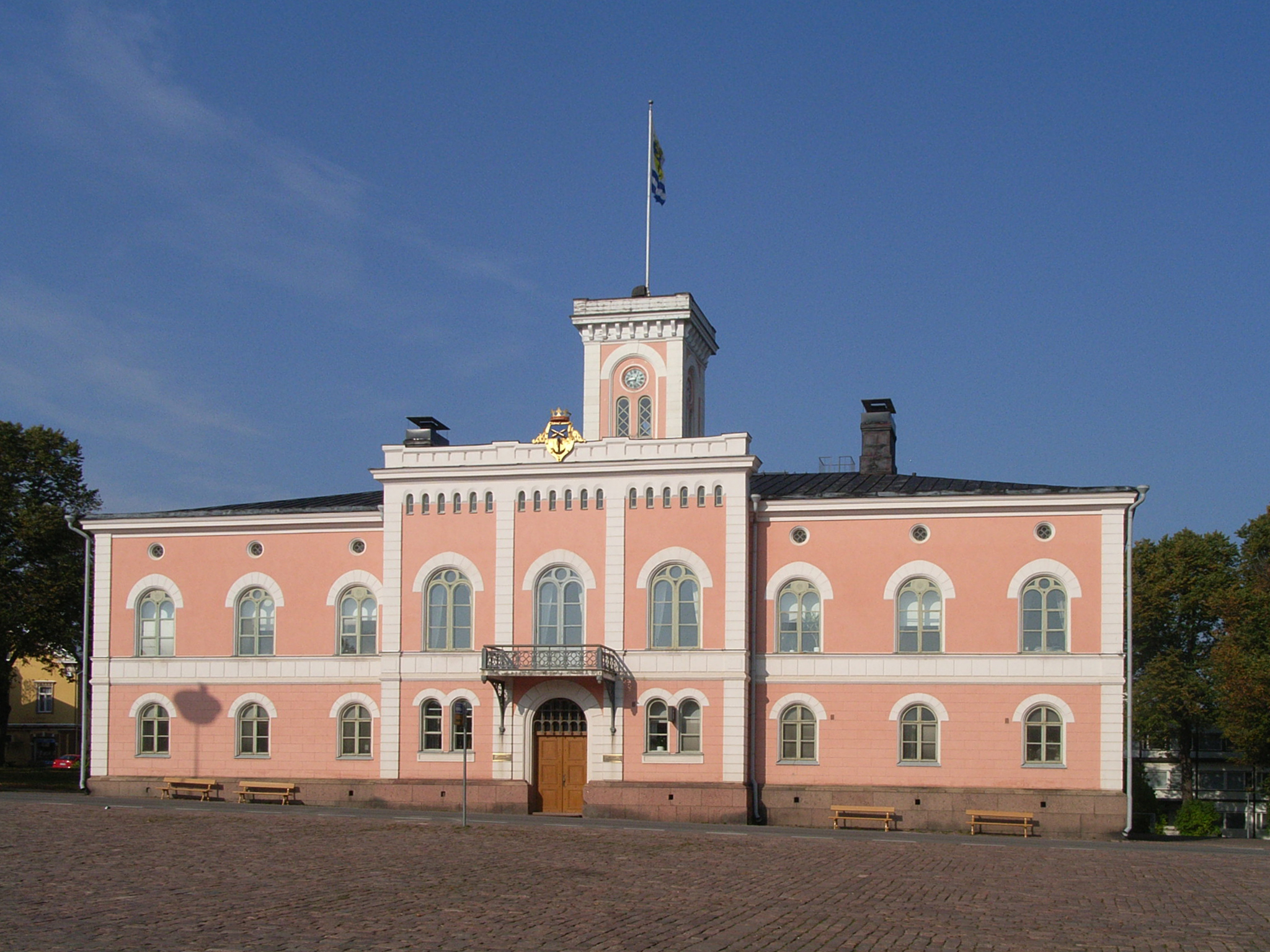
Mairie de Loviisa.
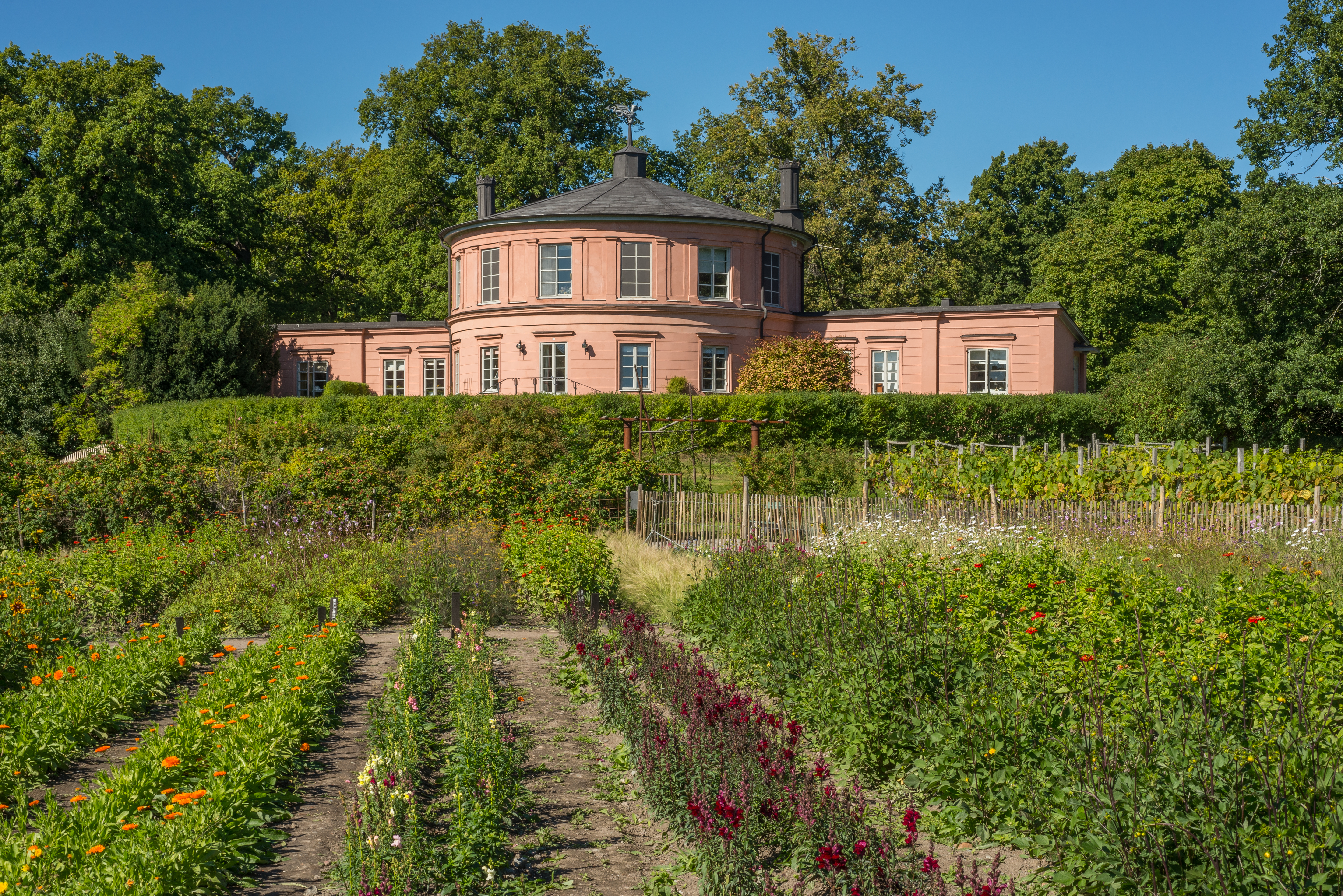
Orangerie Rosendal.
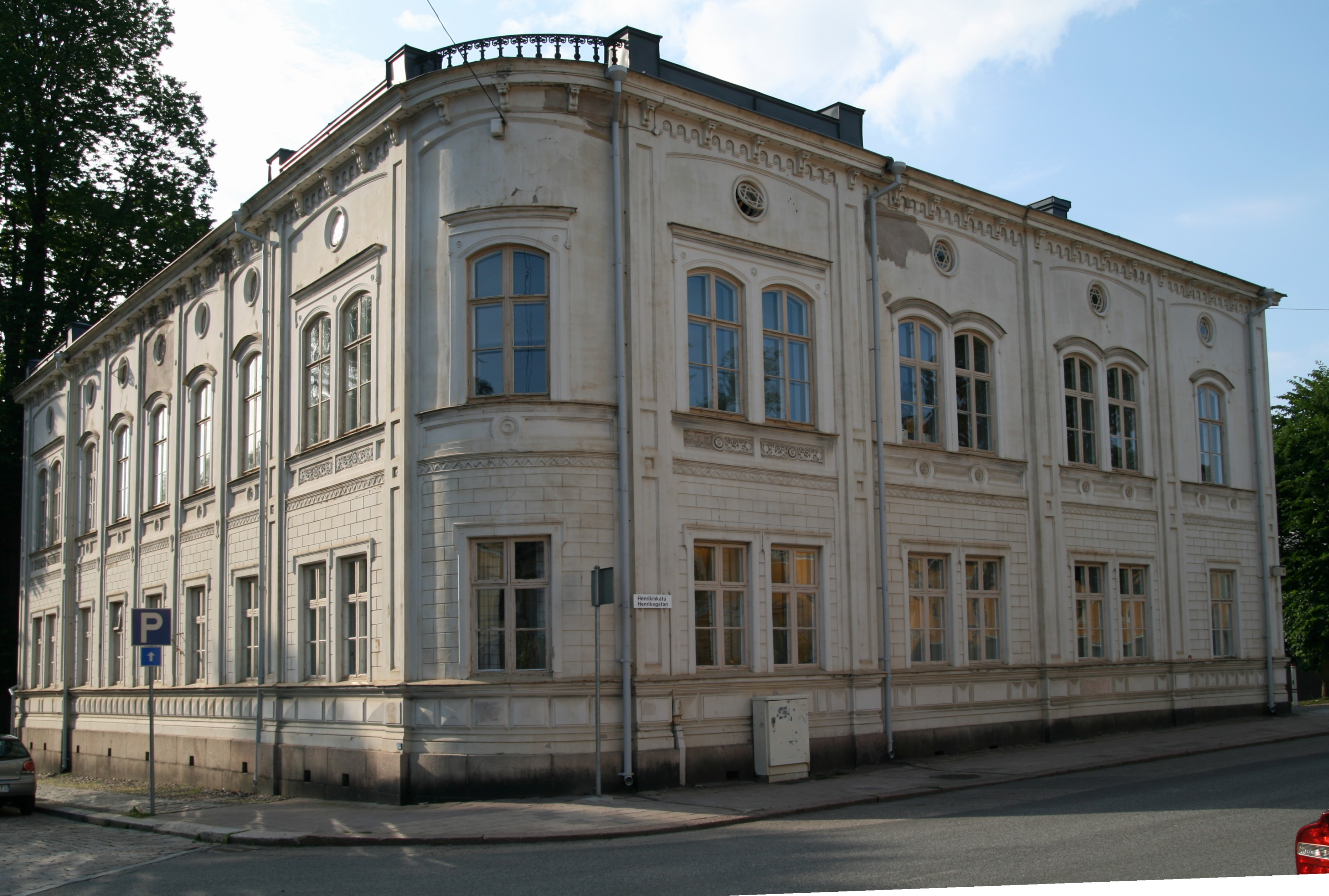
Bibliothèque de l'Académie d'Åbo.
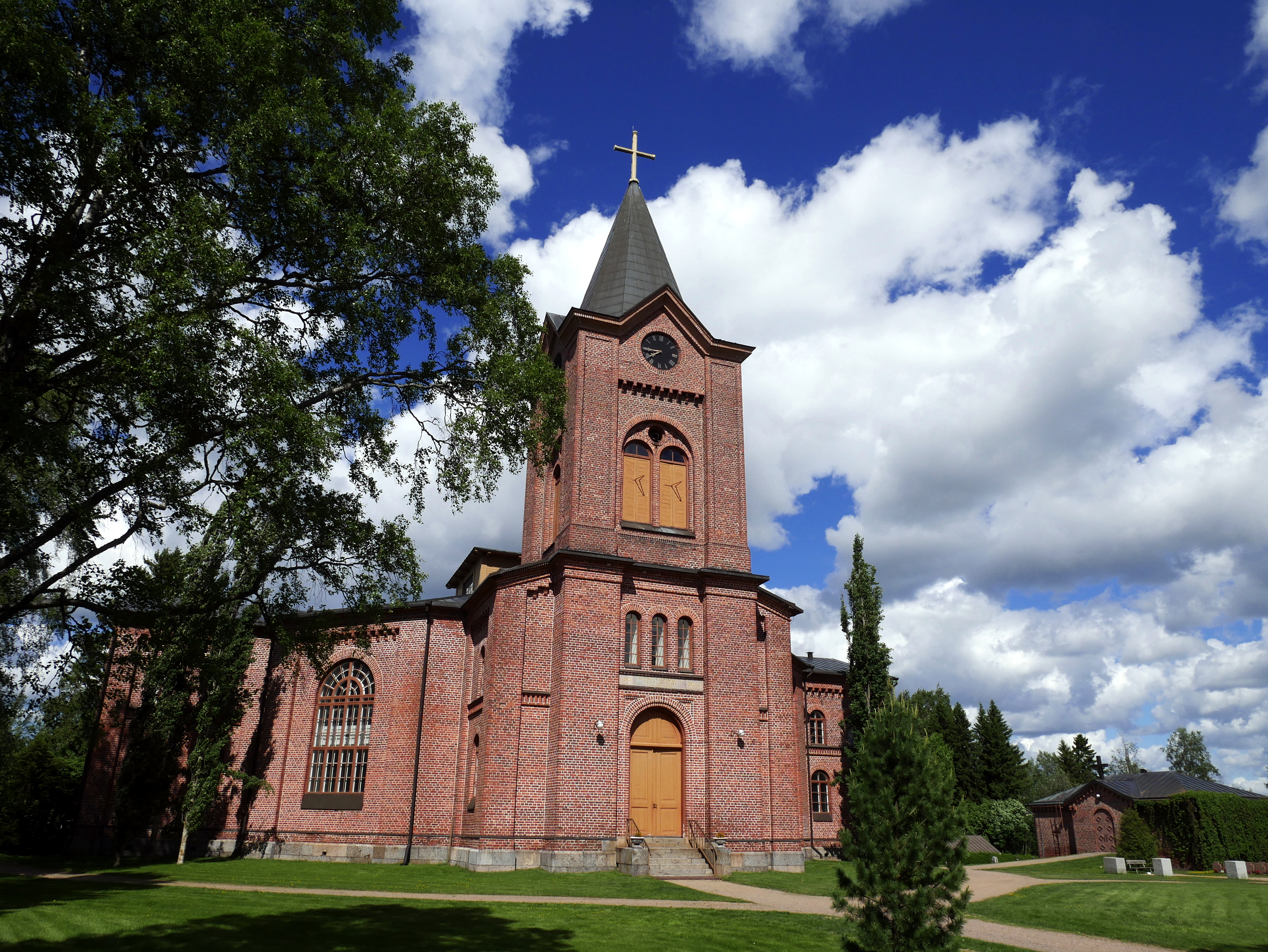
Église d'Isokyrö